# Norman Dello Joio (équitation)
Pour les articles homonymes, voir Norman Dello Joio.
Norman Dello Joio, né le 12 juin 1956, est un cavalier de saut d'obstacles américain.

## Palmarès
- 1979 : 3e de la finale de la coupe du monde à Göteborg en Suède avec Allegro.
- 1983 : vainqueur de la finale de la coupe du monde à Vienne en Autriche avec I Love You.
- 1984 : 2e de la finale de la coupe du monde à Göteborg avec I Love You.
- 1992 : médaille de bronze en individuel et 5e par équipe aux Jeux olympiques de Barcelone en Espagne avec Irish.